# Bossoglina
Bossoglina (in croato Marina; in italiano anche Bossiglina, desueto, menzionato col nome di Bosiolina dal XIII secolo) è un comune di 4 597 abitanti nella Regione spalatino-dalmata, in Croazia.
Il villaggio di Bossoglina è circondato da mura del XV-XVI secolo con una torre rinascimentale, che prima dell'interramento del canale, avvenuto agli inizi del XX secolo, si trovava su una piccola isola. La torre, assieme ad una porta con lo stemma, sono i resti visibili del castello del predio Drid, antico feudo del vescovado di Traù.

## Località
Il comune di Bossoglina è suddiviso in 15 frazioni (naselja) di seguito elencate. Tra parentesi il nome in lingua italiana, generalmente desueto.
- Blizna Donja (Blisna[3] inferiore)
- Blizna Gornja (Blisna[3] superiore)
- Bossoglina - Marina
- Dograde
- Gustirna (Cisterna[7])
- Mitlo
- Najevi
- Poljica (Poglizza[8])
- Pozorac (Posoraz[7])
- Rastovac (Rastovaz[9])
- Sevid
- Svinca (Svinzi[10])
- Vinišće (Mandoler[11])
- Vinovac (Vinovaz[3])
- Vrsine (Verscine[12])